# Emscher-Niederrhein-Bahn
| Bundesland (D): | Nordrhein-Westfalen |                               |                               |
| Auftraggeber: | VRR                 |                               |                               |
| Betreiber: | VIAS Rail           |                               |                               |
| Verlauf |                     |                               |                               |
| \| \| 0 \| Gelsenkirchen Hbf \| ICE, IC, FLX \| \| \| 4 \| Essen Zollverein Nord \| Essen Zollverein Nord \| \| \| 7 \| Essen-Altenessen \| Essen-Altenessen \| \| \| 10 \| Essen-Bergeborbeck \| Essen-Bergeborbeck \| \| \| 13 \| Essen-Dellwig \| Essen-Dellwig \| \| \| 18 \| Oberhausen Hbf \| ICE, IC \| \| \| 25 \| Duisburg Hbf \| ICE, IC, FLX \| \| \| 30 \| Duisburg-Hochfeld Süd \| Duisburg-Hochfeld Süd \| \| \| 33 \| Rheinhausen-Ost \| Rheinhausen-Ost \| \| \| 35 \| Rheinhausen \| Rheinhausen \| \| \| 38 \| Krefeld-Hohenbudberg Chempark \| Krefeld-Hohenbudberg Chempark \| \| \| 41 \| Krefeld-Uerdingen \| Krefeld-Uerdingen \| \| \| 44 \| Krefeld-Linn \| Krefeld-Linn \| \| \| 47 \| Krefeld-Oppum \| Krefeld-Oppum \| \| \| 51 \| Krefeld Hbf \| ICE \| \| \| 56 \| Forsthaus \| Forsthaus \| \| \| 60 \| Anrath \| Anrath \| \| \| 65 \| Viersen \| ICE \| \| \| 73 \| Mönchengladbach Hbf \| ICE, IC \| |                     |                               |                               |
| Haltepunkte: | 20                  |                               |                               |
| technische Details |                     |                               |                               |
| Triebwagen: | Flirt 3             |                               |                               |
| Höchstgeschwindigkeit: | 160 km/h            |                               |                               |
| | 0                   | Gelsenkirchen Hbf             | ICE, IC, FLX                  |
| Bahnhof | 4                   | Essen Zollverein Nord         | Essen Zollverein Nord         |
| Bahnhof | 7                   | Essen-Altenessen              | Essen-Altenessen              |
| Bahnhof | 10                  | Essen-Bergeborbeck            | Essen-Bergeborbeck            |
| Bahnhof | 13                  | Essen-Dellwig                 | Essen-Dellwig                 |
| Bahnhof mit S-Bahn-Halt | 18                  | Oberhausen Hbf                | ICE, IC                       |
| Bahnhof mit S-Bahn-Halt | 25                  | Duisburg Hbf                  | ICE, IC, FLX                  |
| Haltepunkt / Haltestelle | 30                  | Duisburg-Hochfeld Süd         | Duisburg-Hochfeld Süd         |
| Haltepunkt / Haltestelle | 33                  | Rheinhausen-Ost               | Rheinhausen-Ost               |
| Bahnhof | 35                  | Rheinhausen                   | Rheinhausen                   |
| Bahnhof | 38                  | Krefeld-Hohenbudberg Chempark | Krefeld-Hohenbudberg Chempark |
| Haltepunkt / Haltestelle | 41                  | Krefeld-Uerdingen             | Krefeld-Uerdingen             |
| Bahnhof | 44                  | Krefeld-Linn                  | Krefeld-Linn                  |
| Haltepunkt / Haltestelle | 47                  | Krefeld-Oppum                 | Krefeld-Oppum                 |
| Bahnhof | 51                  | Krefeld Hbf                   | ICE                           |
| Haltepunkt / Haltestelle | 56                  | Forsthaus                     | Forsthaus                     |
| Haltepunkt / Haltestelle | 60                  | Anrath                        | Anrath                        |
| Bahnhof | 65                  | Viersen                       | ICE                           |
| | 73                  | Mönchengladbach Hbf           | ICE, IC                       |

Die Emscher-Niederrhein-Bahn (RB 35) ist eine dem Niederrhein-Netz zugehörige stündlich verkehrende Regionalbahn-Linie in Nordrhein-Westfalen. Sie verbindet Gelsenkirchen an der Emscher über Duisburg mit Mönchengladbach in der Region Niederrhein.

## Geschichte
Bis 2016 trug die Linie RB 35 den Namen Der Weseler und verkehrte zwischen Wesel und Duisburg. In der Hauptverkehrszeit wurde die Linie bis Düsseldorf und einmal täglich bis Köln, sowie von Wesel nach Emmerich verlängert. Die Linie war auf ihrer gesamten Strecke ein Verstärker zum Rhein-Express. Ab 2016 wurde der Zugverlauf über Duisburg hinaus bis Mönchengladbach verlängert, womit der nördliche Zuglauf der Rhein-Niers-Bahn verstärkt wurde. Aufgrund der Taktumstellung der S-Bahn Rhein-Ruhr im Dezember 2019 wurde der Linienendpunkt ab Oberhausen nach Gelsenkirchen statt Wesel verlegt. Die neu eingeführte Linie Wupper-Lippe-Express (RE 49) Wuppertal–Wesel ersetzt seitdem den weggefallenen Streckenabschnitt nördlich von Oberhausen.

## Angebot
Die Linie verkehrt nur montags bis freitags zwischen 5 und 19 Uhr. Zusammen mit dem Niers-Haard-Express (RE 42) und der Rhein-Niers-Bahn (RB 33) wird so auf dem Abschnitt Duisburg – Mönchengladbach ein Angebot von drei Zügen/Stunde gefahren. Zwischen Duisburg und Gelsenkirchen wird die Fahrplanfrequenz, neben der an sämtlichen Zwischenstationen haltenden Rhein-Emscher-Bahn (RB 32), von einem Stundentakt (bisherige Bedienung durch S 2) auf einen Halbstundenrhythmus verdichtet. In Gelsenkirchen besteht ein unmittelbarer Anschluss zu den von Essen kommenden Linien Rhein-Haard-Express (RE 2) und Niers-Haard-Express (RE 42) in Richtung Münster. Dieser ist jedoch im dortigen Hauptbahnhof nicht bahnsteiggleich.

## Betreiber
Die Linie wird seit März 2022 von VIAS Rail betrieben. Vorher wurde die Linie von Abellio Rail NRW betrieben; aufgrund deren Insolvenz wurde der Verkehr am 10. Januar 2022 eingestellt. Bis 2016 war der Betreiber die DB Regio NRW.

## Fahrzeuge

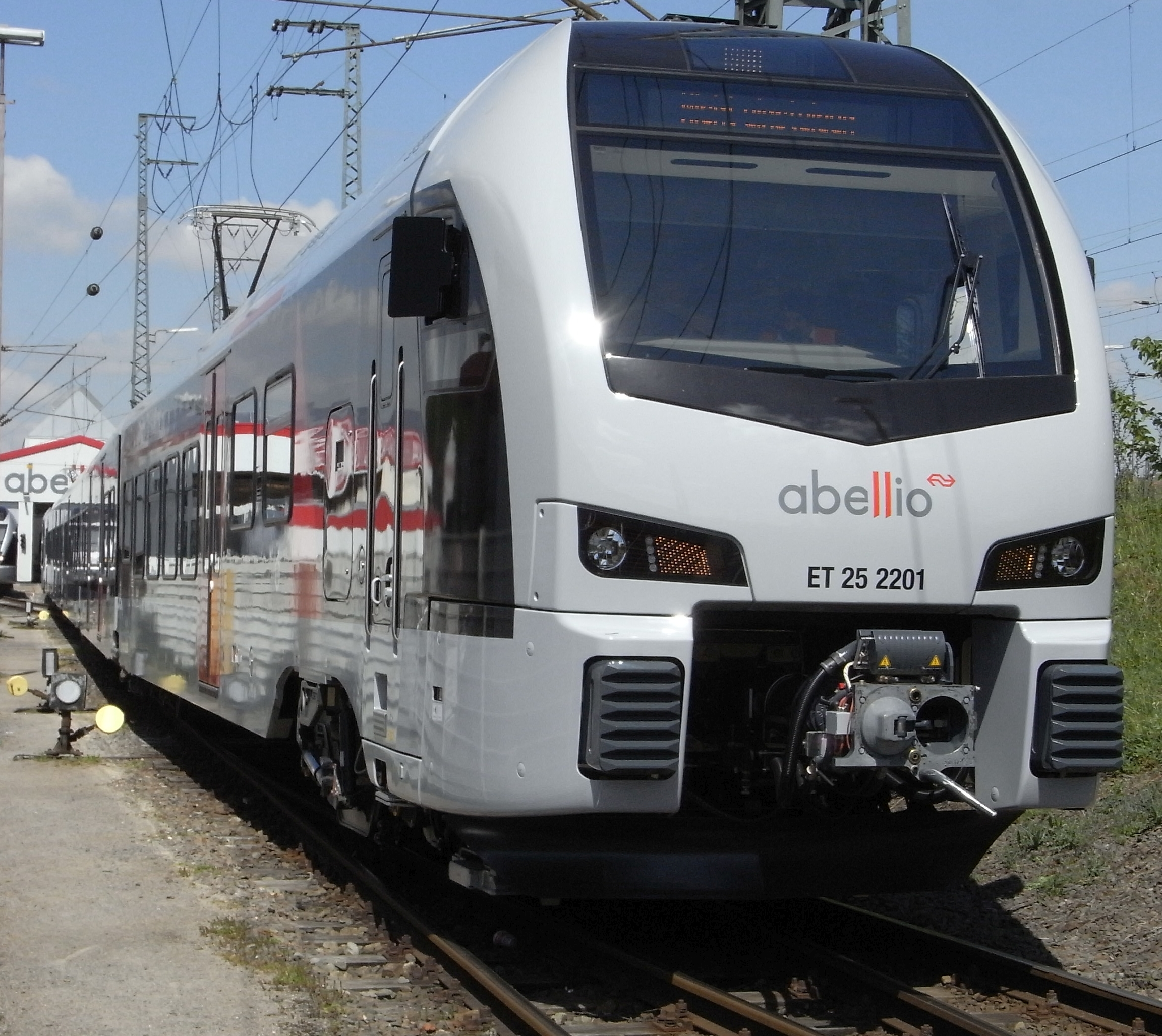
Für den Rhein-IJssel-Express bestimmter Triebzug im Abellio-Betriebswerk, April 2016

Auf der Linie kommen Fahrzeuge vom Typ Stadler Flirt 3 zum Einsatz. Abellio erwarb für die Linien RE 19, RE 19a und RB 35 insgesamt 21 Triebwagen dieses Typs.
Für die Instandhaltung der Fahrzeuge unterhält der Betreiber eine Werkstatt in unmittelbarer Nähe des Duisburger Hauptbahnhofs.
Bis 2016 kamen zwischen Wesel und Duisburg Triebzüge der Baureihe 425/426 zum Einsatz, die Verstärkerzüge zwischen Emmerich und Düsseldorf bzw. Köln verkehrten zudem mit n-Wagen.

## Zuglauf
Die Regionalbahn befährt in ihrem Verlauf die folgenden Eisenbahnstrecken:
- Bahnstrecke Dortmund–Duisburg von Gelsenkirchen bis Duisburg
- Bahnstrecke Duisburg-Ruhrort–Mönchengladbach auf kompletter Länge

## Zukunft
Der Zweckverband go.Rheinland beabsichtigt die Verlängerung der RB 35 über Mönchengladbach hinaus nach Hückelhoven-Baal bis Wassenberg.